# Crepidium carrii
Crepidium carrii är en orkidéart som först beskrevs av Gunnar Seidenfaden och Jeffrey James Wood, och fick sitt nu gällande namn av Mark Alwin Clements och David Lloyd Jones. Crepidium carrii ingår i släktet Crepidium, och familjen orkidéer. Inga underarter finns listade i Catalogue of Life.